# Ludwig-A.-Meyer-Haus

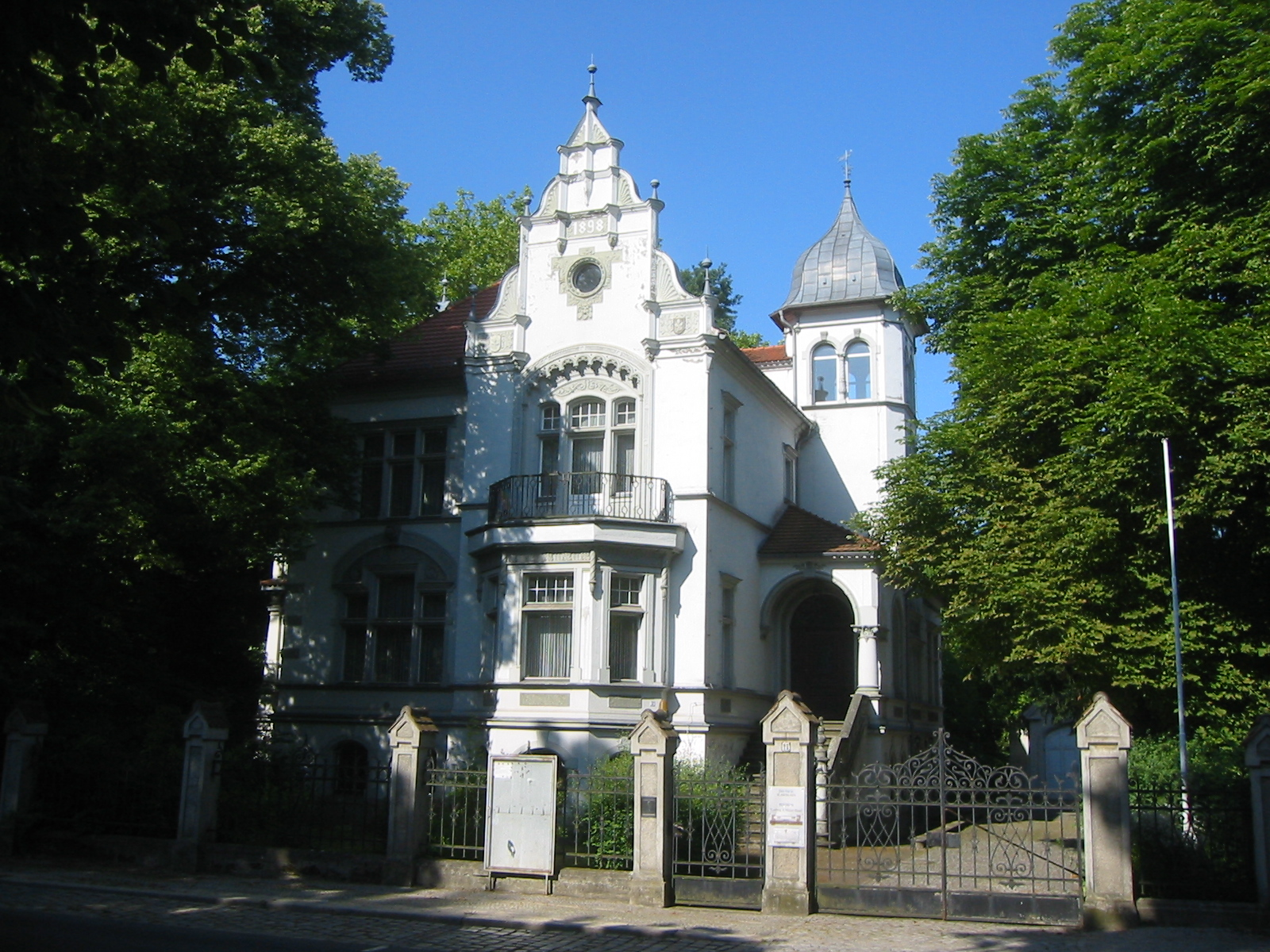
Ludwig-A.-Meyer-Haus in Guben

Das Ludwig-A.-Meyer-Haus ist eine denkmalgeschützte Villa in der Uferstraße 11 in Guben.

## Geschichte
Das Gebäude wurde im Jahr 1898 im Stil der Neorenaissance erbaut. Der zweigeschossige, quadratische Bau wird durch einen seitlich angesetzten Turm mit einem Rundbogeneingang und einer kleinen Säule der korinthischen Ordnung ergänzt. Ein Erker im Erdgeschoss trägt eine darüber liegende Terrasse, die – durch Lisenen optisch gegliedert – im Dreiecksgiebel mit einem Rundfenster und der darüber angeordneten Jahreszahl „1898“ ausläuft. Auffallend ist das Wechselspiel der Fenstersimse. Im Erdgeschoss ist die linke Fensterfront mit einem Rundbogen überspannt, während die rechte Front horizontal über dem Erker verläuft. Im Obergeschoss werden diese beiden Formen seitenverkehrt aufgenommen.
Die Villa gehörte zunächst unter anderem dem Maschinenbauingenieur Heinze, wurde aber 1922 vom jüdischen Fabrikanten Ludwig A. Meyer erworben. Meyer musste 1938 emigrieren, das Gebäude wurde vom Deutschen Reich eingezogen und fortan vom Standortältesten der Gubener Garnison von Hase genutzt. Nach dem Ende des Zweiten Weltkrieges diente es als Krankenhaus und Kindereinrichtung.

## Heutige Nutzung
1992 erwarb die Stadt das Gebäude und sanierte die Weiße Villa, wie sie auch genannt wird. Die Stadt eröffnete am 24. Februar 1996 dort das Deutsch-Slawische Kulturzentrum Ludwig-A.-Meyer-Haus. Es dient als kulturelle Begegnungsstätte, um Interesse und Verständnis für polnische Kultur und slawisches Brauchtum im Umland der Stadt Guben zu wecken. Es finden Vortragsreihen und Podiumsdiskussionen sowie Lesungen und Konzerte statt. Im Jahr 2012 schrieb die Stadt das Gebäude zum Verkauf aus. Geplant ist, eine Gedenktafel über die Geschichte der Villa aufzustellen.